# Boliviaans voetbalelftal (vrouwen)
Het Boliviaans vrouwenvoetbalelftal is een voetbalteam dat Bolivia vertegenwoordigt in internationale wedstrijden, zoals het Zuid-Amerikaans kampioenschap.
Het team van Venezuela speelde in 1995 zijn eerste wedstrijd tijdens het Zuid-Amerikaans kampioenschap voetbal. Tegen Chili werd met 0-11 verloren. Het land kwalificeerde zich acht keer voor het continentale kampioenschap, maar werd altijd in de groepsfase uitgeschakeld.
De bijnaam van de ploeg is "La Verde", wat "De groenen" betekent. De thuiswedstrijden worden gespeeld in het Estadio Hernando Siles.

## Prestaties op eindronden

### Wereldkampioenschap
| Jaar   | Resultaat           | Wed                 | W                   | G                   | V                   | DV                  | DT                  |
| ------ | ------------------- | ------------------- | ------------------- | ------------------- | ------------------- | ------------------- | ------------------- |
| 1991   | Niet deelgenomen    | Niet deelgenomen    | Niet deelgenomen    | Niet deelgenomen    | Niet deelgenomen    | Niet deelgenomen    | Niet deelgenomen    |
| 1995   | Niet gekwalificeerd | Niet gekwalificeerd | Niet gekwalificeerd | Niet gekwalificeerd | Niet gekwalificeerd | Niet gekwalificeerd | Niet gekwalificeerd |
| 1999   | Niet gekwalificeerd | Niet gekwalificeerd | Niet gekwalificeerd | Niet gekwalificeerd | Niet gekwalificeerd | Niet gekwalificeerd | Niet gekwalificeerd |
| 2003   | Niet gekwalificeerd | Niet gekwalificeerd | Niet gekwalificeerd | Niet gekwalificeerd | Niet gekwalificeerd | Niet gekwalificeerd | Niet gekwalificeerd |
| 2007   | Niet gekwalificeerd | Niet gekwalificeerd | Niet gekwalificeerd | Niet gekwalificeerd | Niet gekwalificeerd | Niet gekwalificeerd | Niet gekwalificeerd |
| 2011   | Niet gekwalificeerd | Niet gekwalificeerd | Niet gekwalificeerd | Niet gekwalificeerd | Niet gekwalificeerd | Niet gekwalificeerd | Niet gekwalificeerd |
| 2015   | Niet gekwalificeerd | Niet gekwalificeerd | Niet gekwalificeerd | Niet gekwalificeerd | Niet gekwalificeerd | Niet gekwalificeerd | Niet gekwalificeerd |
| 2019   | Niet gekwalificeerd | Niet gekwalificeerd | Niet gekwalificeerd | Niet gekwalificeerd | Niet gekwalificeerd | Niet gekwalificeerd | Niet gekwalificeerd |
| 2023   | Niet gekwalificeerd | Niet gekwalificeerd | Niet gekwalificeerd | Niet gekwalificeerd | Niet gekwalificeerd | Niet gekwalificeerd | Niet gekwalificeerd |
| Totaal | 0/9                 | 0                   | 0                   | 0                   | 0                   | 0                   | 0                   |

### Olympische Spelen
| Jaar   | Resultaat           | Wed                 | W                   | G                   | V                   | DV                  | DT                  |
| ------ | ------------------- | ------------------- | ------------------- | ------------------- | ------------------- | ------------------- | ------------------- |
| 1996   | Niet gekwalificeerd | Niet gekwalificeerd | Niet gekwalificeerd | Niet gekwalificeerd | Niet gekwalificeerd | Niet gekwalificeerd | Niet gekwalificeerd |
| 2000   | Niet gekwalificeerd | Niet gekwalificeerd | Niet gekwalificeerd | Niet gekwalificeerd | Niet gekwalificeerd | Niet gekwalificeerd | Niet gekwalificeerd |
| 2004   | Niet gekwalificeerd | Niet gekwalificeerd | Niet gekwalificeerd | Niet gekwalificeerd | Niet gekwalificeerd | Niet gekwalificeerd | Niet gekwalificeerd |
| 2008   | Niet gekwalificeerd | Niet gekwalificeerd | Niet gekwalificeerd | Niet gekwalificeerd | Niet gekwalificeerd | Niet gekwalificeerd | Niet gekwalificeerd |
| 2012   | Niet gekwalificeerd | Niet gekwalificeerd | Niet gekwalificeerd | Niet gekwalificeerd | Niet gekwalificeerd | Niet gekwalificeerd | Niet gekwalificeerd |
| 2016   | Niet gekwalificeerd | Niet gekwalificeerd | Niet gekwalificeerd | Niet gekwalificeerd | Niet gekwalificeerd | Niet gekwalificeerd | Niet gekwalificeerd |
| 2020   | Niet gekwalificeerd | Niet gekwalificeerd | Niet gekwalificeerd | Niet gekwalificeerd | Niet gekwalificeerd | Niet gekwalificeerd | Niet gekwalificeerd |
| 2024   | Niet gekwalificeerd | Niet gekwalificeerd | Niet gekwalificeerd | Niet gekwalificeerd | Niet gekwalificeerd | Niet gekwalificeerd | Niet gekwalificeerd |
| Totaal | 0/8                 | 0                   | 0                   | 0                   | 0                   | 0                   | 0                   |

### Zuid-Amerikaans kampioenschap
| Jaar   | Resultaat        | Wed              | W                | G                | V                | DV               | DT               |
| ------ | ---------------- | ---------------- | ---------------- | ---------------- | ---------------- | ---------------- | ---------------- |
| 1991   | Niet deelgenomen | Niet deelgenomen | Niet deelgenomen | Niet deelgenomen | Niet deelgenomen | Niet deelgenomen | Niet deelgenomen |
| 1995   | Groepsfase       | 4                | 0                | 0                | 4                | 1                | 44               |
| 1998   | Groepsfase       | 4                | 0                | 1                | 3                | 5                | 18               |
| 2003   | Groepsfase       | 2                | 1                | 0                | 1                | 8                | 4                |
| 2006   | Groepsfase       | 4                | 0                | 1                | 3                | 4                | 14               |
| 2010   | Groepsfase       | 4                | 1                | 0                | 3                | 5                | 11               |
| 2014   | Groepsfase       | 4                | 0                | 0                | 4                | 2                | 25               |
| 2018   | Groepsfase       | 4                | 1                | 0                | 3                | 1                | 18               |
| 2022   | Groepsfase       | 4                | 0                | 0                | 4                | 1                | 16               |
| Totaal | 8/9              | 30               | 3                | 2                | 25               | 27               | 150              |

### Pan-Amerikaanse Spelen
| Jaar   | Resultaat           | Wed                 | W                   | G                   | V                   | DV                  | DT                  |
| ------ | ------------------- | ------------------- | ------------------- | ------------------- | ------------------- | ------------------- | ------------------- |
| 1999   | Niet deelgenomen    | Niet deelgenomen    | Niet deelgenomen    | Niet deelgenomen    | Niet deelgenomen    | Niet deelgenomen    | Niet deelgenomen    |
| 2003   | Niet deelgenomen    | Niet deelgenomen    | Niet deelgenomen    | Niet deelgenomen    | Niet deelgenomen    | Niet deelgenomen    | Niet deelgenomen    |
| 2007   | Niet deelgenomen    | Niet deelgenomen    | Niet deelgenomen    | Niet deelgenomen    | Niet deelgenomen    | Niet deelgenomen    | Niet deelgenomen    |
| 2011   | Niet gekwalificeerd | Niet gekwalificeerd | Niet gekwalificeerd | Niet gekwalificeerd | Niet gekwalificeerd | Niet gekwalificeerd | Niet gekwalificeerd |
| 2015   | Niet gekwalificeerd | Niet gekwalificeerd | Niet gekwalificeerd | Niet gekwalificeerd | Niet gekwalificeerd | Niet gekwalificeerd | Niet gekwalificeerd |
| 2019   | Niet gekwalificeerd | Niet gekwalificeerd | Niet gekwalificeerd | Niet gekwalificeerd | Niet gekwalificeerd | Niet gekwalificeerd | Niet gekwalificeerd |
| Totaal | 0/6                 | 0                   | 0                   | 0                   | 0                   | 0                   | 0                   |

## FIFA-wereldranglijst
Betreft klassering aan het einde van het jaar
| 2003 | 2004 | 2005 | 2006 | 2007 | 2008 | 2009 | 2010 | 2011 | 2012 | 2014 | 2015 | 2017 | 2018 | 2019 | 2020 | 2021 | 2022 |
| ---- | ---- | ---- | ---- | ---- | ---- | ---- | ---- | ---- | ---- | ---- | ---- | ---- | ---- | ---- | ---- | ---- | ---- |
| 81   | 86   | 86   | 96   | 100  | 95   | 82   | 92   | 93   | 92   | 92   | 96   | 79   | 91   | 89   | 91   | 93   | 98   |

## Selecties

### Huidige selectie
Deze spelers werden geselecteerd voor het Zuid-Amerikaans kampioenschap voetbal vrouwen in juli 2022.
| Doel                     |                         |                         |
| 1                        | Kimberly López          | Club Jorge Wilstermann  |
| 12                       | Daniela Salguero        | Exótico Premium         |
| 23                       | Alba Salazar            | Geen                    |
| Verdediging              |                         |                         |
| 2                        | Yuditza Salvatierra     | Club Always Ready       |
| 4                        | Jhylian Mamani          | The Strongest           |
| 6                        | María Alejandra Vaquero | Deportivo ITA           |
| 13                       | Ericka Morales          | Mundo Futuro            |
| 14                       | Ariani Melgar           | CD Santa Cruz FC        |
| 15                       | Aidé Mendiola           | Mundo Futuro            |
| Middenveld               |                         |                         |
| 5                        | Érika Salvatierra       | UD Logroñés             |
| 7                        | Ana Paula Rojas         | Club Always Ready       |
| 8                        | Paola Guzmán            | Sporting Plaza de Argel |
| 16                       | Samantha Alurralde      | The Strongest           |
| 18                       | Yoselín Basualdo        | Club Jorge Wilstermann  |
| 22                       | Brandy Flores           | Club Jorge Wilstermann  |
| Aanval                   |                         |                         |
| 3                        | Olga Sandoval           | CD Real Tomayapo        |
| 9                        | Marlene Flores          | CD Real Tomayapo        |
| 11                       | Ilsen Rodríguez         | Geen                    |
| 19                       | Majhely Romero          | Club Blooming           |
| 20                       | Alizia Bejarano         | Inter Stars Rush        |
| 21                       | Marilin Rojas           | Oriente Petrolero       |
| Bondscoach: Rosana Gómez |                         |                         |